# With Teeth
With Teeth (também conhecido como Halo 19) é o quarto álbum de estúdio do Nine Inch Nails e o primeiro após Trent Reznor ficar sóbrio. Foi lançado em 3 de maio de 2005 e conta com a participação de Dave Grohl do Foo Fighters na bateria. 
With Teeth é o décimo nono lançamento oficial em halo. Diferente dos álbuns anteriores, é um disco mais simples e com uma abordagem voltada para o rock e pop. É precedido pelo álbum duplo de 1999, The Fragile, e seguido por Year Zero.

## Faixas

### CD
1. "All the Love in the World" – 5:14
2. "You Know What You Are?" – 3:41
3. "The Collector" – 3:07
4. "The Hand That Feeds" – 3:31
5. "Love Is Not Enough" – 3:41
6. "Every Day Is Exactly the Same" – 4:54
7. "With Teeth" – 5:37
8. "Only" – 4:22
9. "Getting Smaller" – 3:35
10. "Sunspots" – 4:02
11. "The Line Begins to Blur" – 3:44
12. "Beside You in Time" – 5:24
13. "Right Where It Belongs" – 5:04

### 2X12"
Disco A, lado 1
1. "All the Love in the World"
2. "You Know What You Are?"
3. "The Collector"
4. "The Hand That Feeds"

Disco A, lado 2
1. "Love Is Not Enough"
2. "Every Day Is Exactly the Same"
3. "With Teeth"

Disco B, lado 1
1. "Only"
2. "Getting Smaller"
3. "Sunspots"
4. "Home"

Disco B, lado 2
1. "The Line Begins to Blur"
2. "Beside You in Time"
3. "Right Where It Belongs"

## Tabelas musicais
| Paradas (2005)                        | Melhor posição |
| ------------------------------------- | -------------- |
| Austrália (ARIA)                      | 10             |
| Áustria (Ö3 Austria Top 40)           | 4              |
| Bélgica (Ultratop Flandres)           | 15             |
| Bélgica (Ultratop Valônia)            | 26             |
| Canadá (Billboard)                    | 2              |
| República Tcheca (ČNS IFPI)           | 49             |
| Dinamarca (Hitlisten)                 | 28             |
| Países Baixos (Dutch Charts)          | 34             |
| Europa (Billboard Top 100 Albums)     | 2              |
| Finlândia (Suomen virallinen lista)   | 9              |
| França (SNEP)                         | 12             |
| Alemanha (Offizielle Deutsche Charts) | 9              |
| Irlanda (IRMA)                        | 7              |
| Itália (FIMI)                         | 14             |
| Japão (Oricon)                        | 7              |
| Nova Zelândia (RMNZ)                  | 13             |
| Noruega (VG-lista)                    | 14             |
| Polónia (ZPAV)                        | 10             |
| Portugal (AFP)                        | 18             |
| Espanha (PROMUSICAE)                  | 20             |
| Suécia (Sverigetopplistan)            | 6              |
| Suíça (Schweizer Hitparade)           | 13             |
| Reino Unido (UK Albums Chart)         | 3              |
| Estados Unidos (Billboard 200)        | 1              |

## Certificações
| País           | Certificador | Certificação |
| -------------- | ------------ | ------------ |
| Reino Unido    | BPI          | Ouro         |
| Estados Unidos | RIAA         | Ouro         |